# La noche de anoche
La noche de anoche è un brano musicale del rapper portoricano Bad Bunny e della cantante spagnola Rosalía, quinta traccia di El último tour del mundo, pubblicato il 27 novembre 2020.

## Antefatti
Bad Bunny e Rosalía si sono conosciuti per la prima volta durante il Coachella Valley Music and Arts Festival nell'aprile 2019. In quella occasione i due hanno scattato delle fotografie successivamente utilizzate per promuovere il brano. Alcuni giorni più tardi, Bad Bunny went ha assistito a un concerto di Rosalía Los Angeles alimentando le speculazioni circa una loro imminente collaborazione musicale, che all'epoca venne smentita. Nell'estate 2020, nel momento in cui le restrizioni agli spostamenti imposte dal governo correlate alla pandemia di COVID-19 hanno iniziato ad essere allentate, Rosalía si è recata per la prima volta a Porto Rico, dove ha registrato in studio con Chris Jedi, Lunay, Rauw Alejandro e Tego Calderón. Durante un'intervista per Billboard Bad Bunny ha rivelato che in quel periodo Jedi gli inviò la base per un brano che stava producendo con Rosalía, sul quale Bunny ha iniziato a lavorare.
Il 25 novembre 2020 Bad Bunny ha rivelato a sorpresa la copertina, la lista tracce e la data di pubblicazione dell'album El último tour del mundo. Il brano è stato pubblicato insieme al resto dell'album due giorni più tardi.

## Classifiche

### Classifiche settimanali
| Classifica (2020-22)  | Posizione massima |
| --------------------- | ----------------- |
| Argentina             | 3                 |
| Colombia              | 2                 |
| Costa Rica            | 2                 |
| Messico               | 2                 |
| Panama                | 3                 |
| Paraguay              | 44                |
| Perù                  | 2                 |
| Portogallo            | 118               |
| Repubblica Dominicana | 1                 |
| Spagna                | 1                 |
| Stati Uniti           | 53                |
| Svizzera              | 41                |

### Classifiche di fine anno
| Classifica (2021) | Posizione |
| ----------------- | --------- |
| El Salvador       | 6         |
| Portogallo        | 118       |
| Spagna            | 20        |